# Vladimír Vůjtek (1947)
Vladimír Vůjtek (* 17. května 1947 Klimkovice) je bývalý český hokejový trenér a československý hokejový útočník. Mezi roky 2011 a 2015 vedl slovenskou hokejovou reprezentaci, v letech 2015–2016 byl hlavním trenérem české reprezentace. V roce 2021 byl uveden do Síně slávy českého hokeje.

## Hráčská kariéra
Hokejově vyrostl v týmu HC Vítkovice, kde jako centr odehrál prakticky celou svou hokejovou kariéru. Během vojenské služby oblékal dres Dukly Trenčín. Kariéru ukončil v týmu TJ Karviná, kde od sezóny 1982/1983 začal své trenérské působení.
- TJ Vítkovice
- HC Dukla Trenčín
- TJ Karviná

## Trenérská kariéra
Od sezóny 1982/1983 začal své trenérské působení. Na lavičce se mu dařilo více než na ledě. Třikrát postoupil do finále extraligy – dvakrát s Vítkovicemi (v poslední sezóně Federální hokejové ligy 1992/1993 prohra ve finále se Spartou a poté v sezóně 1996/1997, kdy Vítkovice prohrály se Vsetínem) a jednou se Zlínem (1994/1995), ale z českého titulu se neradoval ani jednou.
Od roku 1992 byl asistentem a následující dvě sezóny i hlavním trenérem československé a později české reprezentace do 20 let. V roce 2001 odešel na první zahraniční angažmá do Ruska. Po prvním roce působení v týmu Lokomotiv Jaroslavl získal titul ruského šampiona, který v další sezóně i obhájil. Následně se přesunul do Kazaně, se kterou získal 3. místo. V roce 2002 získal ocenění pro nejlepšího trenéra sezóny v ruské superlize.
V následujících dvou sezónách se vrátil na lavičku Vítkovic, před následující sezonou 2006/07 musel odstoupit z pozice hlavního trenéra kvůli problémům se štítnou žlázou. Nástupce zvolil asistenta Miloše Holaňa. Kvůli nemoci vynechal jeden rok trénování.
V roce 2008 opět odešel do Ruska, kde převzal Dynamo Moskvu. V prosinci 2008 vyhrál s Dynamem Moskva Spengler Cup, nejstarší hokejový turnaj na světě. Během rozjeté sezóny 2010-11 nastoupil v listopadu opět k týmu Lokomotiv Jaroslavl, v němž vedl i slovenského reprezentanta Pavla Demitru. V play-off o Gagarinův pohár však ztroskotal v semifinále na Atlantu Mytišči 2:4 na zápasy. Díky vítězství v Západní konferenci KHL však získal s týmem bronzové medaile.
V letech 2011–2015 byl hlavním trenérem slovenské hokejové reprezentace, se kterou získal na Mistrovství světa 2012 stříbrné medaile. V roce 2012 vyhrál Cenu Ladislava Horského pro nejlepšího trenéra na Slovensku.
Po odstoupení Vladimíra Růžičky v červnu 2015 se stal hlavním trenérem české hokejové reprezentace, smlouvu podepsal pouze na jednu sezónu završenou Mistrovstvím světa pořádaným v Rusku. V lednu 2016 Český svaz ledního hokeje v předstihu oznámil, že pro vedení národního mužstva v následujících dvou ročnících vybral Vůjtkova asistenta Josefa Jandače. Po vyřazení českého týmu na Mistrovství světa 2016 oznámil Vůjtek ukončení své trenérské kariéry. Zároveň však informoval o záměru další spolupráce s vítkovickým klubem.
V září 2016 se vrátil do mateřských Vítkovic, kde začal působit jako trenérský konzultant.

## Rodinný život
Vladimír Vůjtek st. má velmi dobrý vztah ke Slovensku. Během základní vojenské služby hrával v Trenčíně. Z tohoto města má i manželku. Jeho dcera Šárka je manželkou slovenského reprezentanta Róberta Petrovického. Vůjtkův syn Vladimír byl také aktivním hokejistou a českým reprezentantem, zranění však předčasně ukončila jeho hráčskou kariéru. Na rozdíl od otce se mu podařilo získat český mistrovský titul v roce 2000 se Spartou Praha. V současnosti působí jako hráčský agent a poradce klubu HC Vítkovice Ridera.
Podle svých slov všichni jeho blízcí známí, které získal šestiletým trenérským působením v Rusku a za kterými mohl do Ruska jezdit, zemřeli při letecké havárii v Jaroslavli v roce 2011.